# Hans Thümmler (Kunsthistoriker)
Johannes Gotthilf Fritz Thümmler (geboren 10. Februar 1910 in Döbeln; gestorben 3. Juni 1972 in Hiltrup), bekannt als Hans Thümmler,  war ein deutscher Kunsthistoriker und Denkmalpfleger,  mit Vertiefung in der Romanik und regionaler Konzentration auf Westfalen und Lippe.

## Leben und berufliche Laufbahn

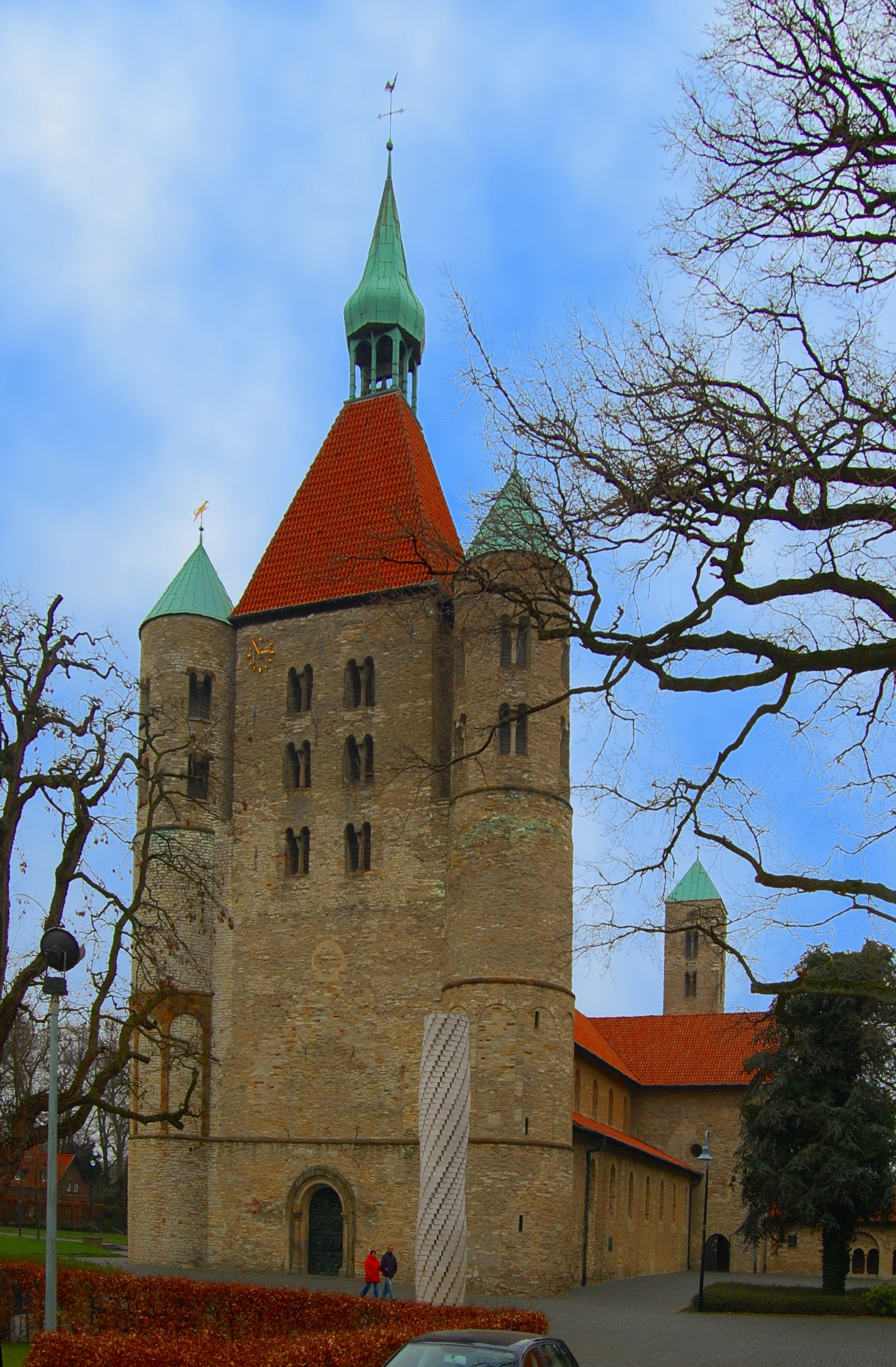
Stiftskirche St.-Bonifatius in Freckenhorst

Nach dem Abitur studierte Thümmler in Leipzig Kunstgeschichte, unter anderem bei Leo Bruhns, und Musikwissenschaft. Er führte Studienreisen in Deutschland durch und beschäftigte sich insbesondere mit Stifts- und Klosterkirchen in Westfalen. Seine Dissertation 1937 thematisierte die Westwerke von Kirchen in Westfalen, so auch das Westwerk von St. Bonifatius in Freckenhorst, heute Stadtteil von Warendorf, und das der Kirche des Stiftes Cappel, heute im Gemeindegebiet von Lippstadt. In diesem Zeitraum war er Assistent an der Bibliotheca Hertziana in Rom, dem heutigen Max-Planck-Institut für Kunstgeschichte, erneut bei Leo Bruhns. Sein Artikel 1939 über Die Baukunst des 11. Jahrhunderts in Italien hat „als erster systematischer Überblick nach Jahrzehnten noch seine Geltung behalten“, wie Albert Verbeek aus Anlass des Todes Thümmlers 1972 feststellte.

## Tätigkeit in Westfalen
Seit 1939 war Thümmler wissenschaftlicher Assistent beim Westfälischen Amt für Denkmalpflege. Dort beschäftigte er sich bis zu seiner Pensionierung 1972 mit der Inventarisierung der Kunstdenkmäler in Westfalen und Lippe. 1940 habilitierte er an der  Westfälischen Wilhelms-Universität Münster (WWU). 1939 bis 1945 war Thümmler Soldat, genaueres ist nicht bekannt. Er bekam 1951 an der WWU einen Lehrauftrag für Baugeschichte und Bauforschung. Seit 1957 war er dort Honorarprofessor, im selben Jahr wurde er  stellvertretender Landeskonservator für Westfalen-Lippe. Von 1963 bis 1971 war er Vorsitzender  der Vereinigung für die Herausgabe des Dehio-Handbuches, einem deutschlandweit  bedeutsamen Verzeichnis von Kunstdenkmälern. Schon 1935 hatte er Ernst Gall dabei zugearbeitet.
Thümmler verfasste Beiträge zur Romanik in Westfalen und  etliche Broschüren über Dombauten in Minden, Osnabrück und Soest sowie einzelne Klöster in Westfalen, außerdem zur Stadt Bückeburg.

## Nachleben
Die Hans-Thümmler-Stiftung vergibt seit 2018 jährlich den mit 3000 Euro dotierten Hans-Thümmler-Preis. Ausgezeichnet werden „Nachwuchswissenschaftlerinnen und Nachwuchswissenschaftler, die eine hervorragende Dissertation oder Habilitation auf dem Gebiet der Architektur, Bauplastik und Skulptur des europäischen Mittelalters und angrenzender Epochen, insbesondere Westfalens verfasst haben“.